# Karl Russ (peintre)
Karl Russ (né le 11 août 1779 à Vienne, mort le 19 septembre 1843 dans la même ville) est un peintre autrichien.

## Biographie
Karl Ruß étudie à l'Académie des beaux-arts de Vienne et peint principalement des scènes de la mythologie, de l'antiquité et des représentations de l'histoire autrichienne. En 1806, il travaille à l'intérieur de l'Albertina.

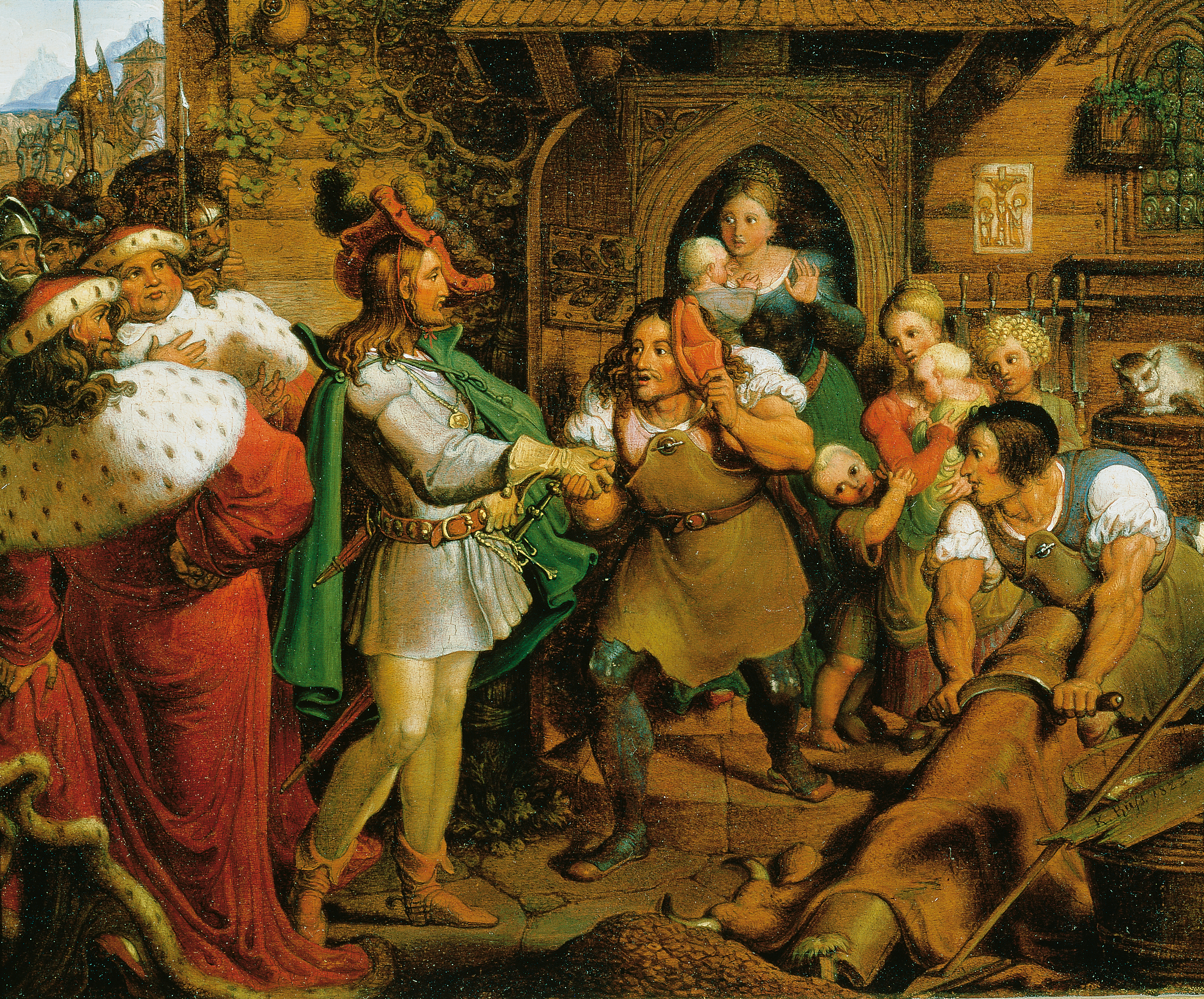
Kaiser Maximilian besucht die Handwerker', 1822

En 1810, il est peintre de la cour de Jean-Baptiste d'Autriche et l'accompagne lors de promenades à travers la Styrie pour découvrir le pays et trouver des motifs pour les tableaux qu'il demande. Le fils de l'empereur demande de capturer les vêtements des gens ordinaires du pays avec leurs costumes styriens dans une série d'aquarelles. Ces peintures constituent des documents importants sur les vêtements traditionnels entre 1810 et 1820, des robes de fête des femmes bourgeoises aux robes d'un garçon paysan.
Karl Russ est le père du peintre Leander Russ.